# Simon Abadie
Simon Abadie (ur. 9 marca 1978 w Lourdes) – francuski kierowca wyścigowy.

## Kariera
Abadie rozpoczął karierę w wyścigach samochodowych w roku 1998, od startów we Francuskiej Formule Renault, gdzie jednak nigdy nie punktował. W późniejszych latach startował także w World Series Light, Francuskiej Formule 3, Masters of Formula 3, Formule 3 Euro Series, Mégane Trophy Eurocup oraz we French GT Championship.
W Formule 3 Euro Series wystartował w 2003 roku z francuskimi ekipami Saulnier Racing oraz LD Autosport. W ciągu dwudziestu wyścigów uzbierał łącznie 19 punktów. Dało mu to 14 miejsce w klasyfikacji końcowej.